# Chris McKay
Christopher McKay (Winter Park, Florida, 11 de noviembre de 1973) es un cineasta estadounidense. Es mejor conocido por dirigir y editar tres temporadas de Robot Chicken y dos temporadas de Moral Orel. Hizo su debut como director con The Lego Batman Movie (2017), y también dirigió The Tomorrow War (2021) y Renfield (2023).

## Filmografía

### Director
- 2wks, 1yr (2002)
- La película Lego Batman (2017)
- La guerra del mañana (2021)
- Renfield (2023)

### Productor
- La película Lego Ninjago (2017)
- Renfield (2023)

### Productor ejecutivor
- La película Lego 2: La segunda parte (2019)

### Escritor/guionista
- 2wks, 1yr (2002)
- Dolittle (2020)[1]
- Dragones y Mazmorras: Honor entre ladrones (2023)

### Solo historia
- It's Now... or NEVER! (1995)
- 35 Miles from Normal (1998)
- Stricken (1998)
- Bullet on a Wire (1998)
- Kwik Stop (2001)
- 2wks, 1yr (2002)
- The Lego Movie (2014)